# 中村勝雄
中村 勝雄（なかむら かつお、1960年（昭和35年）12月3日 - ）は、日本の作家。脳性麻痺により、障害者手帳1級を所持している。

## 来歴
長崎市に生まれる。生まれつき脳性麻痺により肢体が不自由であった。
1981年、神奈川県立平塚養護学校高等部を卒業。できる仕事として「体の特長を生かした個性派俳優」を着想し、複数の映画監督に採用を求める手紙を送る。その中で木下惠介が反応を示し、脚本を教わることになった。これが文筆業への契機となる。
1983年に『ホワイトクリスタル』でATG映画脚本賞・佳作を受賞した。
2001年に『パラダイス・ウォーカー』で小学館ノンフィクション大賞・優秀賞を受賞した。
結婚して授かった第一子はダウン症を持ち1歳2ヶ月で早世したが、その子どもとの交流を綴った『もう一度、抱きしめたい　脳性まひの僕に舞い降りたダウン星の王子さま』（東京新聞社）を刊行した。